# Walthère Frère-Orban
Hubert Joseph Walthère Frère-Orban (Luik, 24 april 1812 – Brussel, 2 januari 1896) was een Belgisch liberaal politicus die zijn stempel heeft gedrukt op de eerste halve eeuw onafhankelijkheid van België.

## Levensloop
Walthère Frère groeide op in een kleinburgerlijk milieu. Na zijn middelbare studies in Luik studeerde hij aan de Sorbonne in Parijs. In 1832 promoveerde hij tot doctor in de rechten aan de Rijksuniversiteit Leuven, waarna hij zich in Luik vestigde als advocaat. Hij huwde in 1835 met een dochter van de grote Luikse industrieel Henri Orban-Rossius, en voegde de naam Orban toe aan zijn familienaam.

### Gemeenteraadslid
In 1840 werd hij voor de liberalen verkozen tot gemeenteraadslid van Luik. In 1846 was hij medeoprichter van de Liberale Partij, waar hij behoorde tot de doctrinaire strekking waarvan hij tijdens de jaren 1870 de onbetwiste leider was.

### Volksvertegenwoordiger
Bij de verkiezingen van 8 juni 1847 werd Frère-Orban verkozen tot lid van de Kamer van volksvertegenwoordigers voor het arrondissement Luik, waar hij bleef zetelen tot in 1894. 

### Minister
Van augustus 1847 tot juli 1848 was hij in de Regering-Rogier I minister van Openbare Werken, en van juli 1848 tot september 1852 in dezelfde regering minister van Financiën. In deze functie was hij in 1850 verantwoordelijk voor de oprichting van de Nationale Bank van België.
Van november 1857 tot juni 1870 was Frère-Orban opnieuw minister van Financiën. Hij voerde in deze functie een politiek van vrijhandel en economische expansie, waarbij hij geen oog had voor sociale maatregelen. In 1860 schafte Frère-Orban het octrooirecht definitief af. Voortaan moesten burgers geen tol meer betalen bij het betreden van de stad en aldus werden de meeste stadsvesten en stadspoorten neergehaald. De beslissing van Frère-Orban is van groot belang geweest voor de ruimtelijke structuur van veel Belgische steden die bevrijd waren van de nauwe stadsomwallingen en voortaan vrij konden expanderen. Ook schafte hij de exporttaksen af en richtte hij nieuwe banken op, zoals het Gemeentekrediet van België en de Algemene Spaar- en Lijfrentekas.
In 1861 werd Walthère Frère-Orban benoemd tot minister van Staat.

### Premier
In januari 1868 volgde hij Charles Rogier op als premier van België. Hij bleef dit tot in juni 1870, toen de liberalen in de oppositie belandden. Vervolgens was Frère-Orban acht jaar lang oppositieleider. In juni 1878 kwamen de liberalen opnieuw in de regering en werd Frère-Orban opnieuw premier, tot aan de verkiezingsnederlaag van de liberalen in juni 1884. Als premier voerde Frère-Orban een antiklerikaal beleid. Tijdens zijn tweede premierschap voerde hij de secularisering in van het onderwijs en ontketende hij met zijn regering, waarvan alle leden vrijmetselaar waren, de eerste schoolstrijd (1878-1884). Hierdoor leden de liberalen bij de verkiezingen van 1884 een verpletterende nederlaag en kwamen gedurende dertig jaar niet meer aan de macht.
Gedurende zijn hele lidschap van de Kamer en tot aan zijn overlijden bleef hij zich verzetten tegen de 'radicale' liberalen (later sociaaldemocraten genoemd) die ijverden voor het universeel stemrecht. Ook verzette hij zich samen met Jules Bara tegen de taalwetten, omdat het volgens Frère-Orban voor de Walen praktisch onmogelijk was om Nederlands te leren. De verfransing van Vlaanderen verdedigde hij door te verwijzen naar de persoonlijke taalvrijheid die in de grondwet was opgenomen en volgens hem mocht er op de ambtenaren geen taaldwang uitgeoefend worden. Wel stemde hij in 1883 in met een gedeeltelijke vernederlandsing van het officieel middelbaar onderwijs. In 1894 werd hij niet meer herkozen als parlementslid.

## Eerbetoon
In Luik staat er op de boulevard d'Avroy een standbeeld van Walthère Frère-Orban, gemaakt door de Koekelbergse kunstenaar Eugène Simonis.
Er zijn verschillende straten en pleinen naar hem genoemd:
- in Brussel is de Frère-Orbansquare in de Leopoldswijk en de Frère-Orbanstraat in de Noordwijk
- in Luik de boulevard Frère-Orban
- in Mons de avenue Frère-Orban
- in Namen de boulevard Frère-Orban
- in Gent de Hubert Frère-Orbanlaan
- in Oostende de Frère-Orbanstraat

- Bibliothèque nationale de France: cb120448411 (data)
- Gemeinsame Normdatei: 117537047
- International Standard Name Identifier: 0000 0000 7819 6016
- Library of Congress Control Number: n85251540
- Nationale Bibliotheek van Tsjechië: skuk0000425
- Nederlandse Thesaurus van Auteursnamen: 085477796
- Système universitaire de documentation: 028658426
- Trove: 1527593
- Virtual International Authority File: 88921997
- WorldCat: E39PBJmhKvc6W4tjF8rWQdwcT3

de Gerlache · 
Lebeau · 
de Mûelenaere · 
Goblet d'Alviella · 
de Theux de Meylandt · 
Lebeau · 
Nothomb · 
Van de Weyer · 
de Theux de Meylandt · 
Rogier · 
Henri de Brouckère · 
de Decker · 
Rogier · 
Frère-Orban · 
d'Anethan · 
de Theux de Meylandt · 
Malou · 
Frère-Orban · 
Malou · 
Beernaert · 
de Burlet · 
de Smet de Naeyer · 
Vandenpeereboom · 
de Smet de Naeyer · 
de Trooz · 
Schollaert · 
de Broqueville · 
Cooreman · 
Delacroix · 
Carton de Wiart · 
Theunis · 
Van de Vyvere · 
Poullet · 
Jaspar · 
 Renkin · 
de Broqueville · 
Theunis · 
van Zeeland · 
Janson · 
Spaak · 
Pierlot · 
Van Acker · 
Spaak · 
Van Acker · 
Huysmans · 
Spaak · 
Eyskens · 
Duvieusart · 
Pholien · 
Van Houtte · 
Van Acker · 
Eyskens · 
Lefèvre · 
Harmel · 
Vanden Boeynants · 
Eyskens · 
Leburton · 
Tindemans · 
Vanden Boeynants · 
Martens · 
Eyskens · 
Martens · 
Dehaene · 
Verhofstadt · 
Leterme · 
Van Rompuy · 
Leterme · 
Di Rupo · 
Michel · 
Wilmès ·
De Croo ·
De Wever